# Hydrolea corymbosa
Hydrolea corymbosa är en tvåhjärtbladig växtart som beskrevs av James Francis Macbride och Ell. Hydrolea corymbosa ingår i släktet Hydrolea och familjen Hydroleaceae. Inga underarter finns listade i Catalogue of Life.